# جوزپه مارکی (بازیکن فوتبال)
جوزپه مارکی (انگلیسی: Giuseppe Marchi; ۲ فوریهٔ ۱۹۰۴ – ۱۷ ژوئیهٔ ۱۹۶۷) بازیکن فوتبال اهل ایتالیا بود.
از باشگاه‌هایی که در آن بازی کرده‌است می‌توان به باشگاه فوتبال آ.ث. میلان، باشگاه فوتبال رجانا، و باشگاه فوتبال کاتانیا اشاره کرد.